# Bečkov
Bečkov (niem. Potschendorf) – wieś w Czechach, w kraju kralovohradeckim, w powiecie Trutnov, w gminie Bernartice.
Przygraniczna, górska wioska, położona około 15 km na północ od miasta powiatowego Trutnov i 9 km na wschód od Žacléřa, u podnóża  wschodniej części Karkonoszy i zachodniego podnóża Gór Kruczych (czes. Vraní hory) na południe od Przełęczy Lubawskiej.